# Joannes Ludovicus Emmanuel Maria van Nispen tot Sevenaer

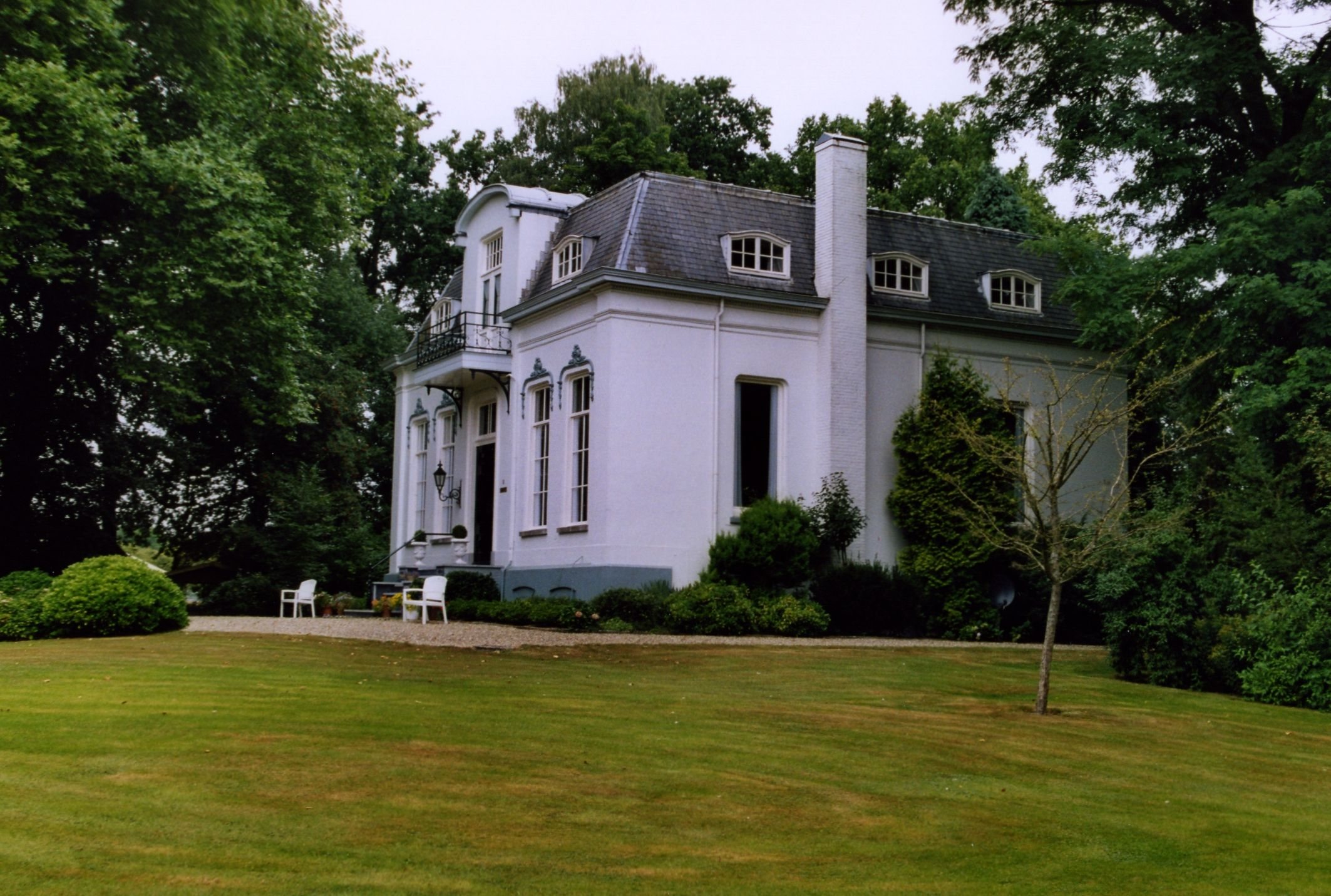
Huis Broekhuizen

Jhr. Joannes Ludovicus Emmanuel Maria van Nispen tot Sevenaer, heer in Kessenich en Hunsel (1944-1948) (Arnhem, 3 januari 1902 − Vught, 6 februari 1975) was een Nederlands burgemeester.

## Biografie
Van Nispen was een telg uit het geslacht Van Nispen en een zoon van politicus jhr. mr. Paulus Josefus Aloijsius Anacletus Maria van Nispen tot Sevenaer, vrijheer van Kessenich en heer van Hunsel (1856-1944) en jkvr. Cécile Henriette Léonie Marie Bosch van Drakestein (1867-1930), telg uit het geslacht Bosch en dochter van Eerste Kamerlid jhr. Henricus Paulus Cornelis Bosch van Drakestein (1831-1914). Na het Canisius-gymnasium te Nijmegen volgde hij studies landbouwwetenschappen en gemeentelijke administratie; na die laatste was hij werkzaam op de gemeentesecretarie van Renkum. Vanaf 1 oktober 1934 was hij burgemeester van Wehl, waar hij op 10 oktober werd geïnstalleerd, een ambt dat hij tot 1 april 1940 zou bekleden toen hij op zijn verzoek, wegens ziekte, ontslag kreeg; hij kampte al eerder met gezondheidsproblemen die hem verhinderden zijn functie uit te oefenen. Onder zijn burgemeesterschap werd in 1938 het nieuwe gemeentehuis in gebruik genomen. Hij behoorde tot de Roomsch-Katholieke Staatspartij. Tijdens zijn ambt bewoonde hij Huis Broekhuizen dat in 1941 van hem als ambtswoning werd aangekocht door de gemeente.
Van Nispen trouwde in 1938 met de Hongaarse Mária Jolanda Sophia barones Lipthay de Lubelle et Kisfalud (1903-1965); uit het huwelijk werd een dochter geboren. Zijn broer jhr. mr. Carolus Henricus Josephus Ignatius Maria van Nispen tot Sevenaer (1893-1972) was ook burgemeester.
Jhr. J.L.E.M. van Nispen tot Sevenaer overleed te Vught op 73-jarige leeftijd.